# Spindotterbloem

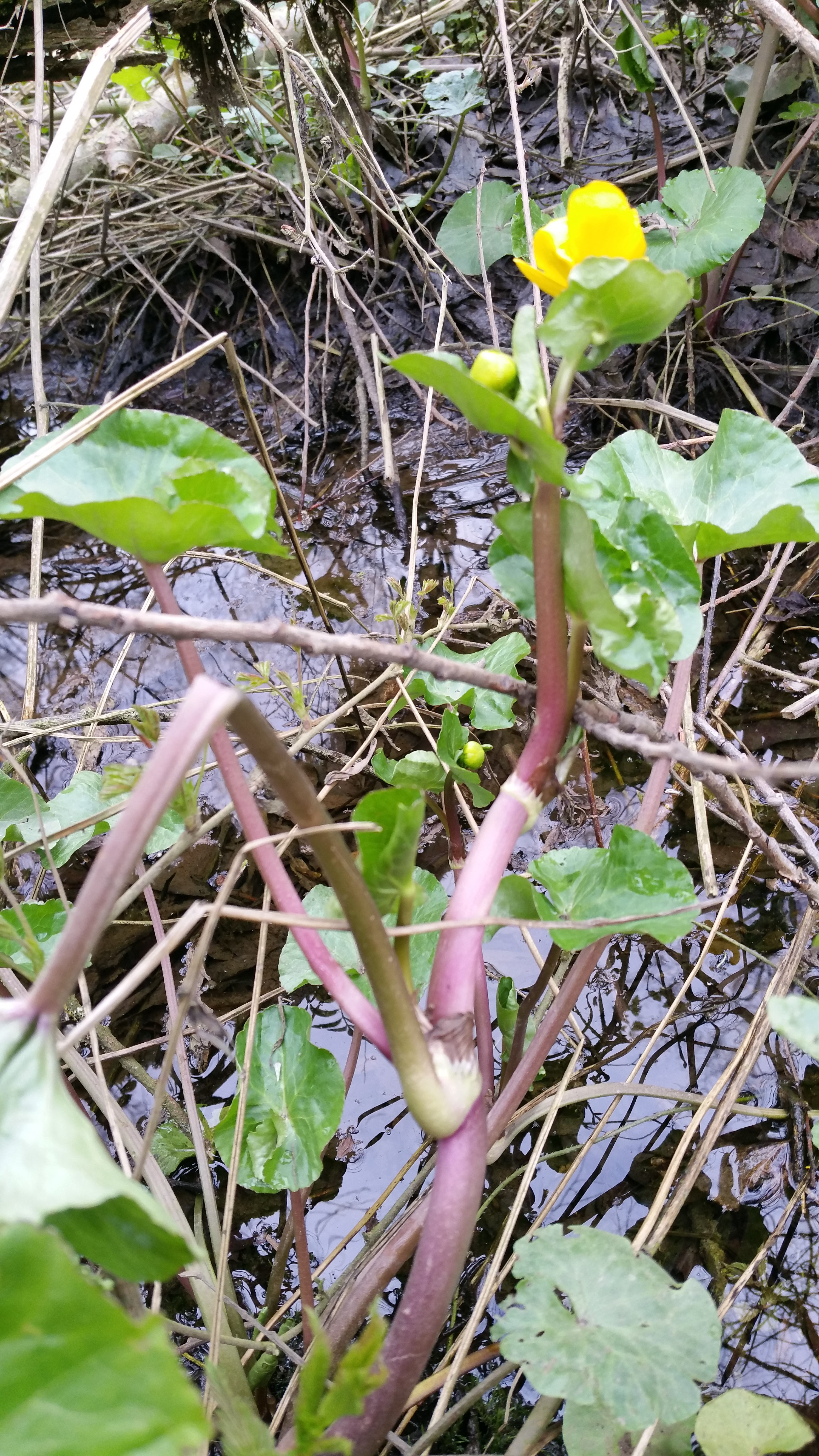
Jong plantje dat ontstaat in de bladoksel

De spindotterbloem (Caltha palustris subsp. araneosa) is een ondersoort van de gewone dotterbloem (Caltha palustris) uit de familie van de Ranunculaceae. De huidige wetenschappelijke naam is in 1990 gepubliceerd door van der Meijden in het tijdschrift Gorteria, de vorm is voor het eerst taxonomisch erkend als een botanische ondersoort van de gewone dotterbloem door Cornelis van Steenis in hetzelfde tijdschrift in 1971. In Nederland staat de soort als zeldzaam aangeduid op de Rode Lijst.

## Taxonomie
De ondersoort wordt alleen in Nederland en Vlaanderen erkend als taxonomisch significant, elders wordt deze naam als een synoniem beschouwd van de zeer variabele gewone dotterbloem, die over het hele noordelijke halfrond van de wereld te vinden is. De kenmerkende morfologie van de spindotterbloem – vegetatief vermeerdering in de bladoksels (vooral van de bloeistengels) – is wijdverbreid in Canada, de VS, Rusland en elders in arctisch gebieden, de populaties zijn net als in Nederland te vinden tussen populaties van de gewone vorm. Deze planten werden ooit erkend onder de namen C. palustris var. flabellifolia, C. palustris var. arctica, of C. palustris var. radicans (de 'bosdotterbloem', die voor de jaren 1960 ook in Nederland werd erkend). In de late jaren 1960 publiceerde P.G. Smit in het tijdschrift Proceedings of the Koninklijke Nederlandse Akademie van Wetenschappen haar studies van Noord-Amerikaanse en Europese vormen, waarin zij demonstreerde dat de vele verschillende tot dan erkende variëteiten beter als synoniemen beschouwd konden worden. De bevindingen van Smit zijn door de meeste taxonomen buiten Nederland geaccepteerd.

## Determinatie
De spindotterbloem is te onderscheiden van de gewone dotterbloem doordat de knopen van de bloeistengels massief zijn, verdikt, en een elleboogvormige knik hebben. Later vormen ze korte, dikke bijwortels. De hieronder beschreven kenmerken zijn identiek aan die voor de gewone dotterbloem.
De spindotterbloem heeft hartvormige bladeren die getand zijn. De bladeren zijn donkergroen en glanzend van kleur. De onderste bladeren staan in tegenstelling tot de rest van de bladeren op een bladsteel. De bloeistengel van de plant vertakt zich naarmate deze naar boven groeit.
De bloemen van de spindotterbloem variëren van 2–5 cm in doorsnee en telt vijf bloemdekbladeren die geel gekleurd zijn. In enkele gevallen heeft de bloem meer dan vijf bloemdekbladeren. De bloemen en tellen 5–8 kokervruchten. In zeldzame gevallen kan de bloem meer kokervruchten bevatten.
De dotterbloem bloeit in april en mei en bloeit in sommige gevallen voor een tweede keer in augustus en september (bij de spindotterbloem gebeurt dit laatste bijna nooit).

## Ecologie
De spindotterbloem komt voornamelijk voor op zeer voedselrijke grond op bij hoog water overstroomde plaatsen. Op deze plaatsen komt de plant zowel in de volle zon als in de halfschaduw voor.
De ondersoort heeft zich gespecialiseerd in een bijzondere manier om zich vegetatief te vermeerderen. Op de knopen, in de bladoksels van de oude bladen, ontwikkelen zich jonge bladen met bijbehorende wortels. De wortels zitten als kluwen bijeen. Zodra de tussenliggende stengeldelen zijn vergaan kunnen de jonge plantjes door het water worden verspreid en elders uitgroeien tot nieuwe planten.

## Verspreiding
In Nederland is de soort zeldzaam, maar plaatselijk algemeen in het zoetwatergetijdengebied de Biesbosch en langs de Oude Maas. Ook wordt ze gevonden in het Lauwersmeergebied en aan de Friese IJsselmeerkust. In Vlaanderen groeit de spindotter aan de Scheldemond. Ook komt de plant voor aan de benedenlopen van de Elbe.